# Saint-Constant (Cantal)
Saint-Constant korábbi község (település) Franciaországban, Cantal megyében. 2016. január 1-jén Fournoulès községgel egyesült és delegált községként Saint-Constant-Fournoulès új község része lett.
Lakosainak száma 529 fő (2018. január 1.). Saint-Constant Saint-Santin, Fournoulès, Leynhac, Maurs, Mourjou, Saint-Étienne-de-Maurs, Saint-Santin-de-Maurs és Le Trioulou községekkel határos.

## Népesség
A település népessége az elmúlt években az alábbi módon változott:
| Lakosok száma | 727  | 704  | 689  | 659  | 572  | 565  | 564  | 567  | 541  | 529  |
|               | 1962 | 1968 | 1982 | 1990 | 2006 | 2008 | 2013 | 2015 | 2017 | 2018 |